# Kom (miasto)

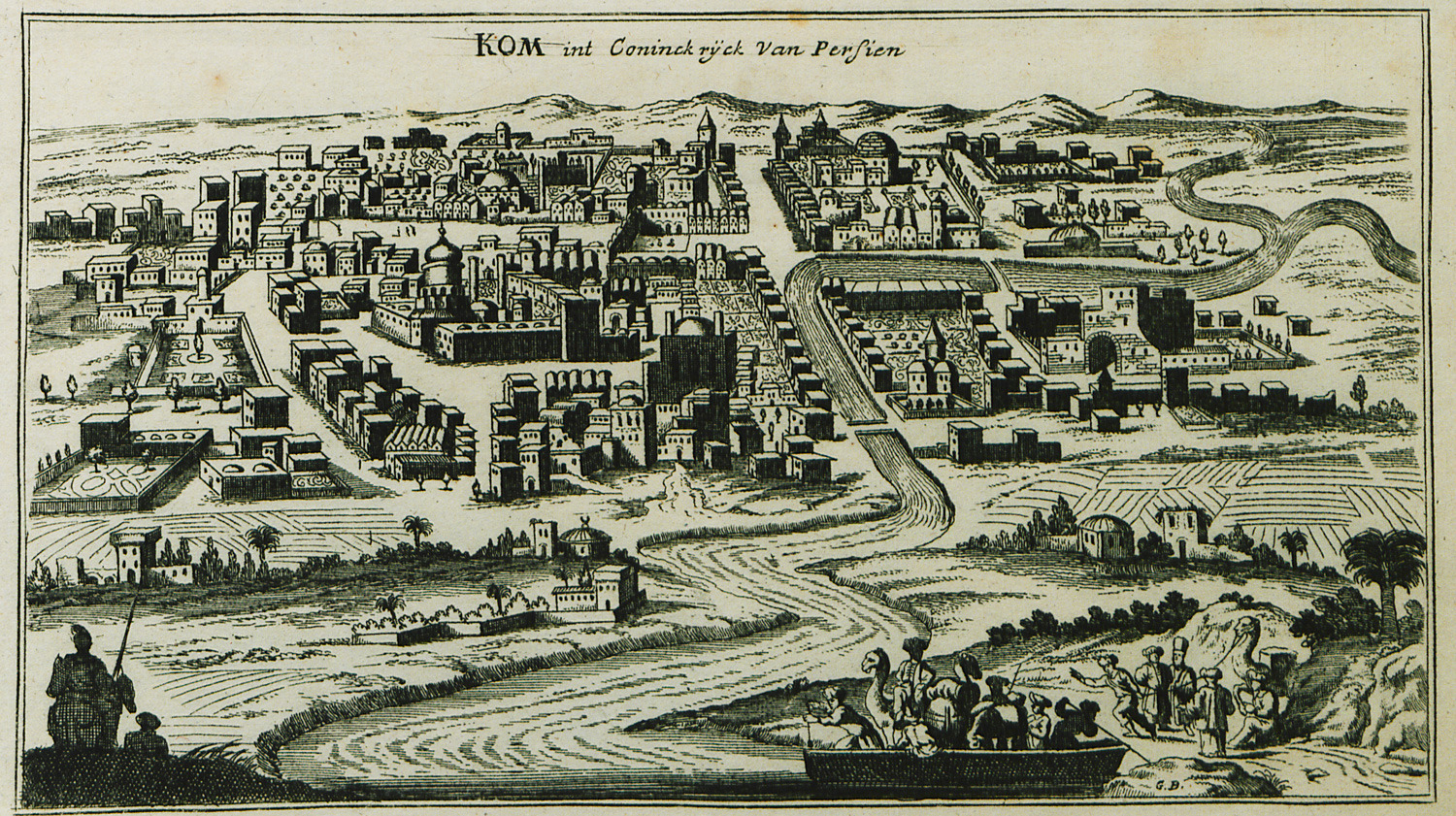
Kom w 1690 roku

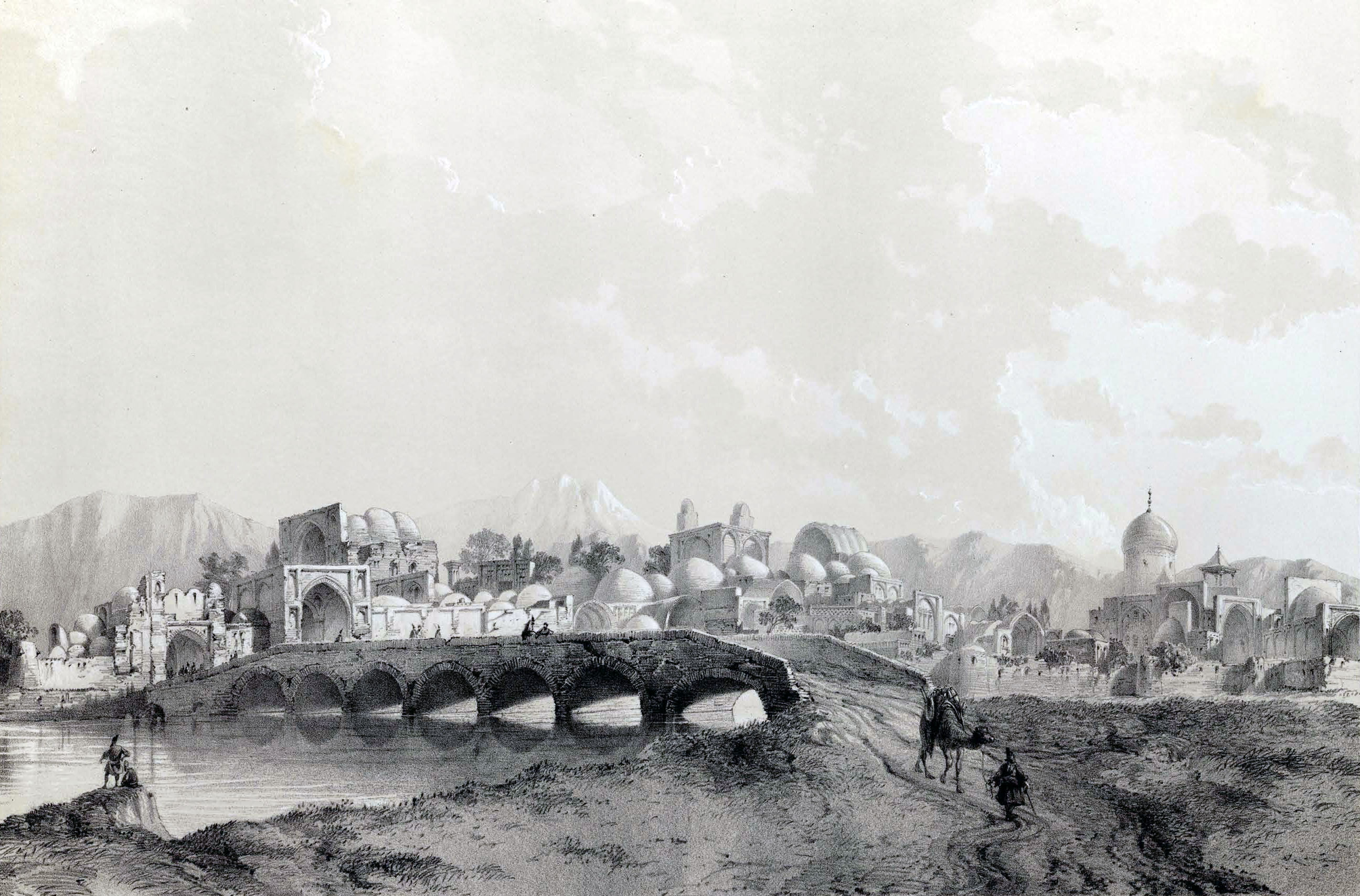
Kom w 1840

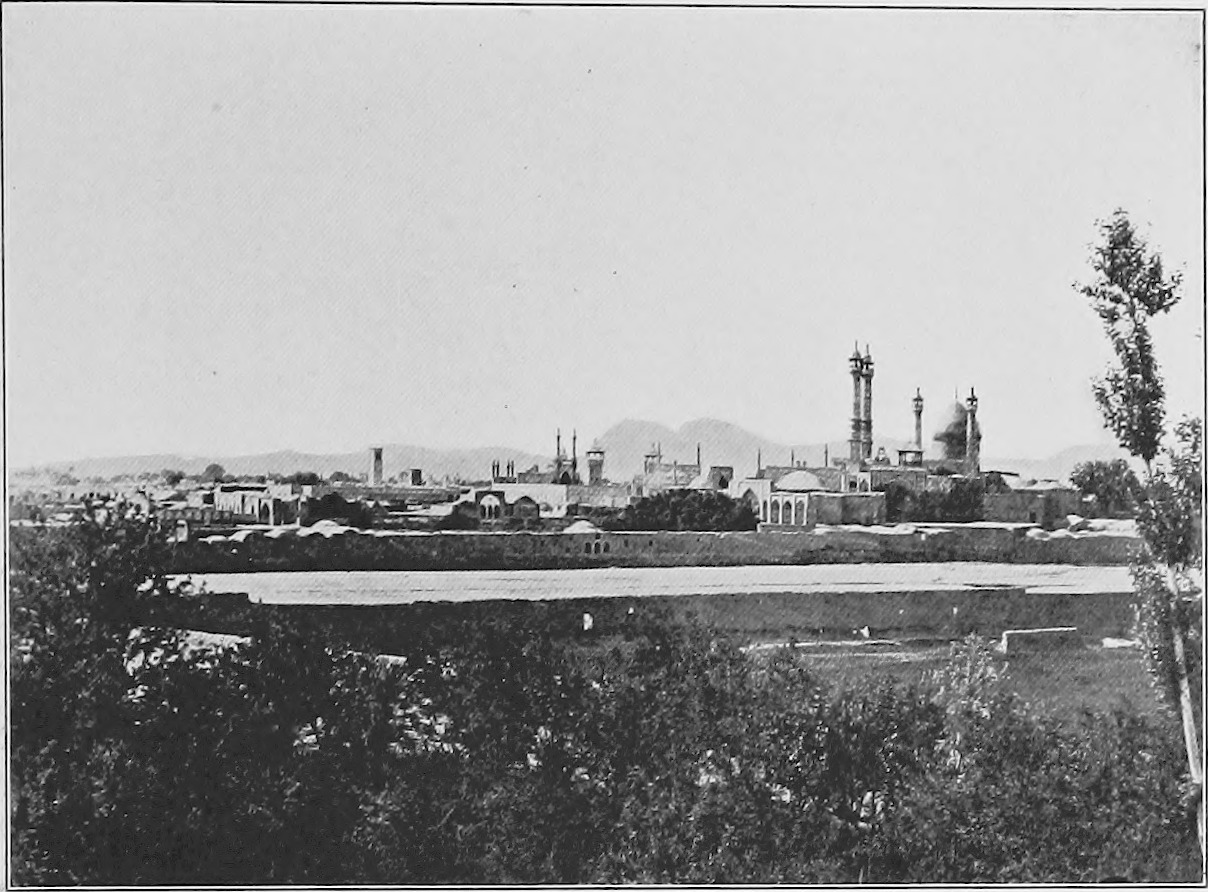
Kom w 1906 roku

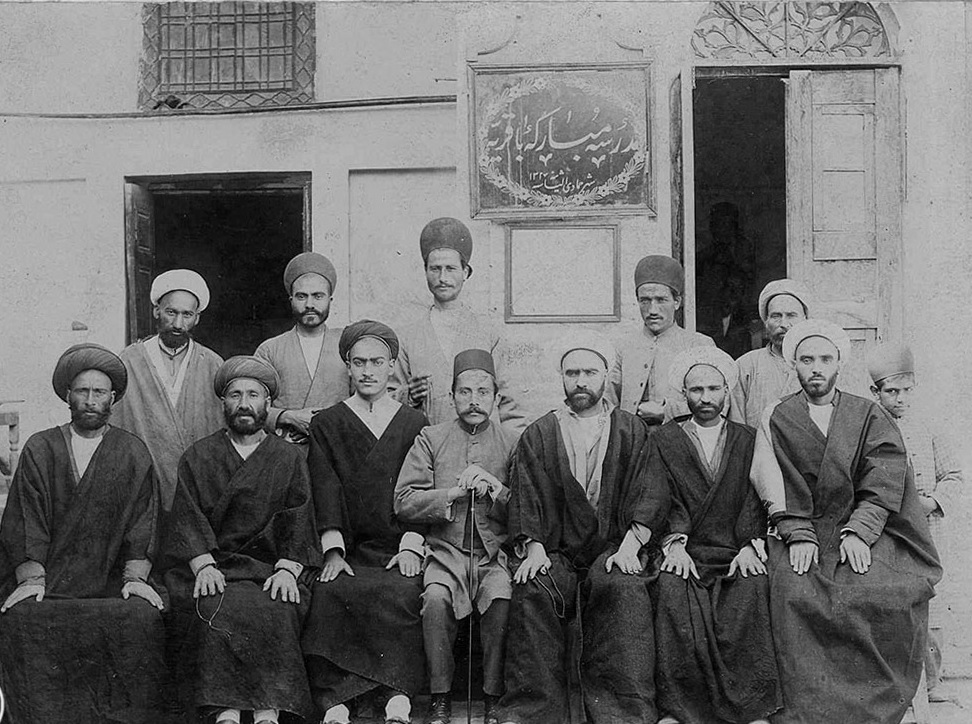
Nauczyciele z medresy Baqiriyah w Komie (1911)

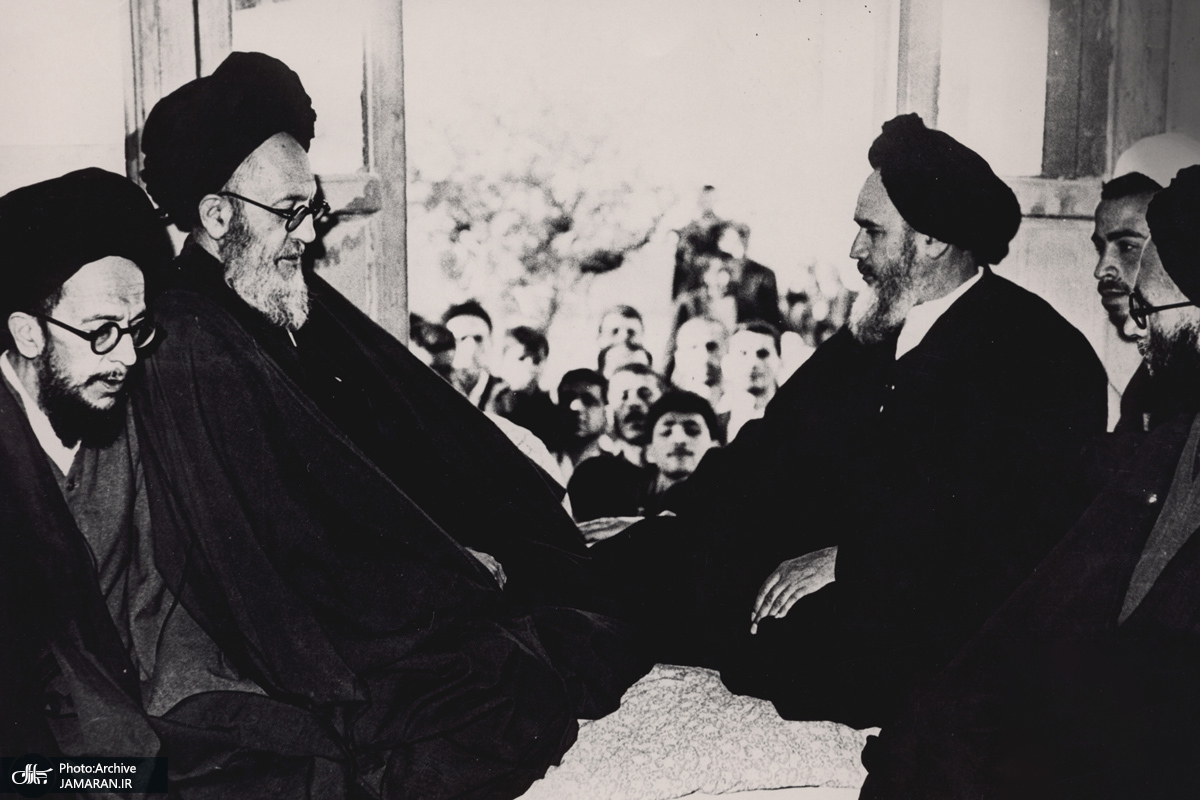
Tabrizi i Chomeini w Komie (1960)

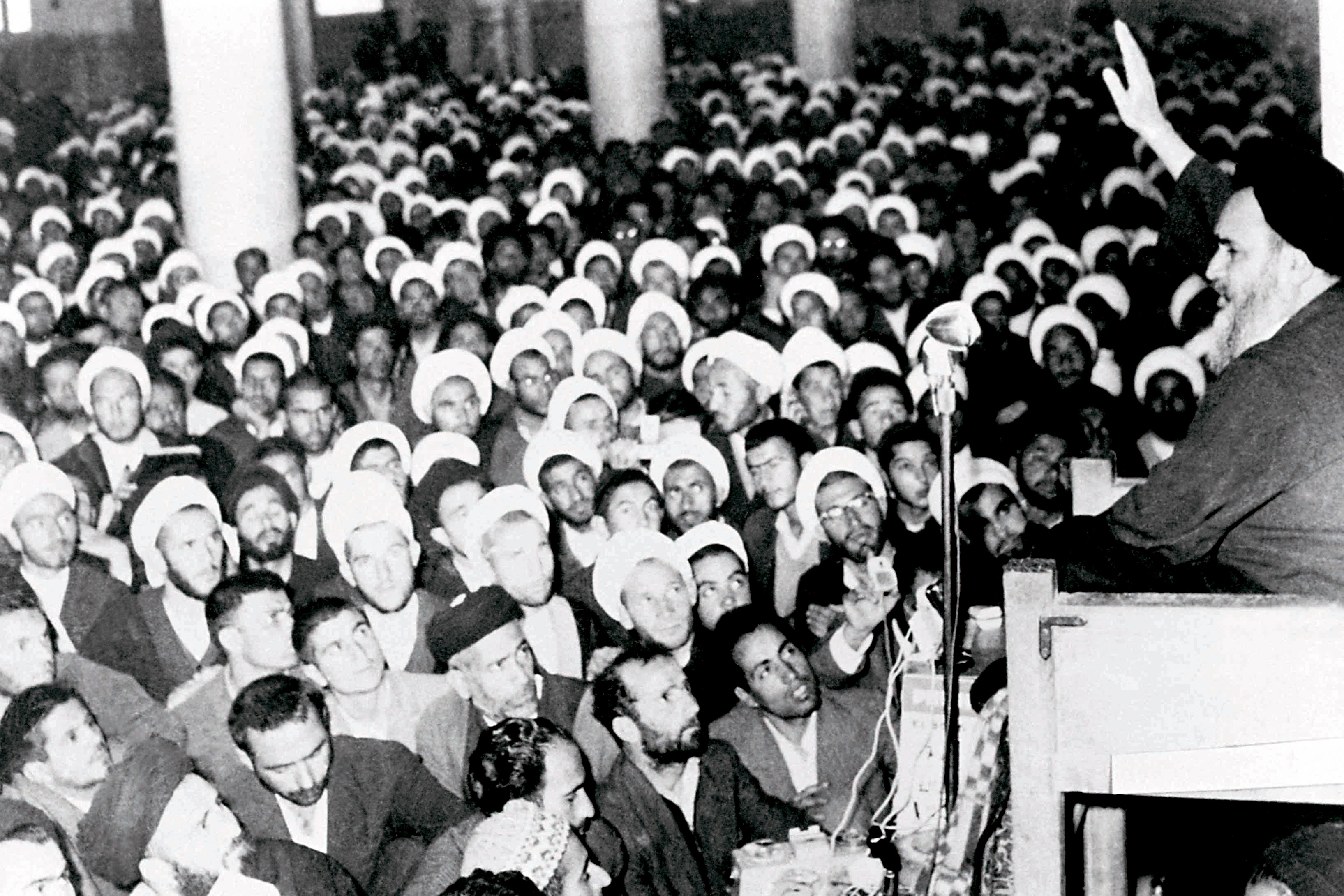
Przemówienie Chomeiniego w meczecie Feyziyeh (1963)

Kom (pers. ‏قم‎; Qom, Ghom; wymowa w IPA: [ɢom]) – miasto w środkowym Iranie, stolica ostanu Kom, położone u podnóża gór Kuh-e Rud, na zachód od słonego jeziora Namak, nad rzeką Kom. Jest ósmym miastem Iranu pod względem ludności i drugim po Meszhedzie najważniejszym świętym miastem szyitów.
Kom leży na pustyni, 140 km na południe od Teheranu, na wysokości 930 m n.p.m., w obszarze klimatu pustynnego i półpustynnego. Lato w mieście jest gorące i suche, a zima zimna. Miasto składa się z 5 dzielnic: Dżafarabda, Khalajestan, Salafchegan, Kahak i Markazi. Jest głównym ośrodkiem produkcji jedwabnych dywanów, słodyczy i sohan (kruchych toffi szafranowych) w Iranie. Mieszkańcy Komu mówią w farsi w dialekcie qomi.
Miasto jest od średniowiecza jednym z największych ośrodków naukowych w dziedzinie teologii i obrzędowości religijnej islamu szyickiego. W Komie znajduje się duża liczba zabytków religijnych, pielgrzymkowych i historycznych, takich jak Sanktuarium Fatimy al-Musmy, Meczet Jamkaran i ponad sto innych świątyń, szyickich seminariów i medres. Miasto odwiedza rocznie 20 milionów pielgrzymów. 19 lutego 2020 r. w Komie odnotowano pierwsze w Iranie śmiertelne przypadki COVID-19 w czasie pandemii tej choroby. Stąd, w związku z turystyką religijną, wirus rozprzestrzenił się do innych miast.

## Historia

### Od starożytności do Bujidów
Historia miasta sięga czasów starożytnych. Wykopaliska w Tepe Sialk wskazują, że region był zasiedlony od czasów starożytnych. Na południe od współczesnych granic miasta Komu odkryto ślady osadnictwa z IV i I tysiąclecia przed naszą erą, z epok Seleucydów i Partów. Najbardziej znane są ruiny pałacu Partów Khurha, położone około 70 km na południowy zachód od Komu, używanego aż do czasów Sasanidów. W regionie znaleziono też cztery głowy Partów, obecnie przechowywane w Muzeum Narodowym Iranu w Teheranie. Wiele odkryć archeologicznych i pozostałości pochodzi z epoki Sasanidów. Najciekawszym z archeologicznego punktu widzenia jest położony w mieście zamek Kale Dochtar, który służył celom administracyjnym. W okolicach Komu istnieją również liczne ślady pałaców, budowli sakralnych, wojskowych i administracyjnych z tamtego okresu. W pobliskiej wiosce Mazdajan znajdowała się także najważniejsza w tym regionie świątynia ognia. Istnienie osady miejskiej w epoce Sasanidów potwierdzają ponadto źródła perskie (źródła literackie, inskrypcje i pieczęcie). Prawdopodobnie strukturę urbanistyczną Komu jako osady Sasanidów można porównać do miasta Ktezyfon. Istotnych informacji na temat przedislamskiej sytuacji Komu dostarczają źródła wczesnoislamskie, które wspominają o wielu mitycznych osobistościach związanych z miastem i jego okolicą.
Pierwszy podbój Komu przez Arabów miał miejsce w 644 roku przez Abu Musę Ashaariego. Nie jest jasne, kim byli obrońcy Komu, prawdopodobnie trzon oporu stanowiła sasanidzka szlachta oraz miejscowi żołnierze powracający z bitew z Arabami. Obszar ten pozostał w dużej mierze nietknięty przez 60 lat po początkowym podboju i prawdopodobnie był zarządzany z Isfahanu. Pierwsze stałe arabskie osadnictwo w Komie notowane jest na lata 685-696, kiedy to do Komu przeniosły się małe grupy uchodźców, a sam Kom został dotknięty walkami między Umajjadami a buntownikami.
Decydujący krok dla późniejszego rozwoju urbanistycznego Komu nastąpił, gdy na ten obszar przybyła grupa Aszarytów z Al-Kufa, która niedługo po osiedleniu zwyciężyła w walce z grasującymi bandami Dajlamitów. Ponieważ Arabowie wymagali dużej ilości pastwisk i byli bogatsi niż miejscowi Persowie (prawdopodobnie sprzedali swoją własność w Iraku), powoli zaczęli skupować ziemię i przejmować otaczające Kom wioski. Decydującym krokiem w kontrolowaniu tego obszaru była eliminacja miejscowej perskiej klasy szlacheckiej, która nastąpiła po śmierci w 733 roku perskiego przywódcy Yazdanfadara, co przyczyniło się do zwiększenia arabskiego osadnictwa na tym obszarze. Napływ Arabów doprowadził do połączenia pierwotnych sześciu wiosek na obszarze Komu w konglomerat miejski, co prawdopodobnie nastąpiło w ciągu dwóch pokoleń po pierwszym przybyciu Arabów (ok. 780-800 roku). Towarzyszyła temu budowa kanałów nawadniających, fortyfikacji, piątkowego meczetu i bazaru. W konsekwencji miasto i prowincja zostały w pełni uznane przez Abbasydów i uzyskały niezależność od Isfahanu. Proces administracyjnego oddzielenia miasta i regionu od Isfahanu został przeprowadzony w latach 804-5 przez Haruna ar-Raszida. W okresie tym główną siłą religijną w mieście stali się wcześni szyici, ale źródła wspominają o istnieniu grup sunnickich i żydowskich.
Ogromne znaczenie dla późniejszej historii Komu miała śmierć w roku 817 Fatimy Masumy, siostry ósmego szyickiego imama Alego Rezy, która podróżowała razem z nim do Chorasanu. Fatima została pochowana w Komie, a miejsce jej pochówku przekształciło się z czasem w ważne sanktuarium.
W latach 825-26 w Komie wybuchł bunt przeciwko kalifatowi, spowodowany odmową kalifa Al-Mamuna obniżenia rocznego wymiaru podatku. Rewolta została zdławiona, a miasto zostało ukarane podniesieniem wymiaru podatku z 2 do 7 milionów dirhamów. W połowie IX wieku do Komu przenieśli się przekaziciele hadisów, co miało wpływ na wzrost znaczenia Komu jako ośrodka nauki szyitów. W roku 868 gubernatorem miasta został Mofleḥ. W tym okresie do Komu sprowadzili się Alidzi. Istnieją wzmianki o bliskich kontaktach między nimi, a Ahmadem Ashari Qomi, przedstawicielem jedenastego imama Hasana al-Askariego i administratorem sanktuarium Fatimy. Od 895-96 historia Komu związana była z rodziną tureckich dowódców wojskowych z armii kalifa Al-Mu’tadida, w tym gubernatora Beruna. W tym okresie Berun zniszczył dużą i prawdopodobnie nadal działającą świątynię ognia znajdującą się na terenie miasta, prawdopodobnie naprzeciwko dzisiejszego sanktuarium Fatimy.
W latach 913-927 Kom stał się miastem spornym między Dajlamitami i Samanidami. Począwszy od 928 roku Kom znalazł się w sferze wpływów Dajlamitów i został zwolniony z bezpośredniej władzy kalifa. Od 952 roku miasto znalazło się pod kontrolą Bujidów. Było politycznie odizolowane w Persji z powodu panującego w nim szyizmu. W tym okresie powiększono sanktuarium Fatimy, a w mieście osiedliło się wielu sajjidów. Pod koniec X wieku populacja Komu wynosiła co najwyżej 50 000 mieszkańców i składała się z Persów i Arabów, którzy przyjęli ówczesny język perski i wiele obyczajów społecznych. Zdecydowaną większość populacji stanowili szyici, a wielu ważnych szyickich uczonych tamtych czasów pochodziło z Komu lub tam mieszkało (np. Ibn Babawajh, Ibn Qulawajh). Aż 331 Alidów żyło w Komie w latach 988-89. Poza głównym nurtem szyickim w mieście istniały inne odłamy szyickie, sunnici oraz żydzi, chrześcijanie i zaratusztrianie. Topografia miasta w X wieku nadal odzwierciedlała połączenie pierwotnych sześciu osad, które oddzielone były polami uprawnymi. Centrum miasta znajdowało się w osadzie Mamajjān, która była połączona z innymi częściami miasta, położonymi po drugiej stronie rzeki, czterema mostami. W mieście istniało około ośmiu placów oraz trzy meczety. Sanktuarium musiało być jeszcze dość małe, ponieważ w materiałach z tamtego okresu wspomniano tylko o dwóch kopułach. W mieście funkcjonowało pięć większych i osiem mniejszych dróg oraz co najmniej trzy, a prawdopodobnie nawet dziewięć bram miejskich.

### Od Kakujidów do Ak Kojunlu
W latach 1027–28 Kom znalazł się pod panowaniem Kakujidów, a kilka lat później (1030-40) stało się częścią domeny Ghaznawidów. Od 1050-51 miasto znajdowało się pod rządami Seldżuków, którzy pod koniec XI wieku wciągnęli Kom w walki wewnętrzne. W owym czasie najbardziej stabilnym okresem miasta były lata 1119-1133, kiedy to Kom leżał w strefie władzy Ahmada Sandżara. Pod rządami sunnickich Seldżuków w Komie wzniesiono znaczną liczbę budowli sakralnych, w tym co najmniej dziesięć medres. W latach 1133–34 w okolicach miasta zbudowano drugi meczet piątkowy, z rozkazu sułtana Tughrila II. Od 1217-18, aż do ataku Mongołów, Kom pozostawał pod rządami Imperium Chorezmijskiego.
Podboje Mongołów doprowadziły w 1224 roku do całkowitego zniszczenia miasta. Dwadzieścia lat później w mauzoleach szyickich świętych w mieście rozpoczęto prace rekonstrukcyjne i remontowe, prawdopodobnie sponsorowane przez niektórych bogatych mieszkańców miasta. W roku 1284 w Sanktuarium Fatimy schronił się wezyr Ilchanidów Shams al-Din Juvayni. W okresie panowania Ilchanidów w pobliżu miasta zbudowano też zaporę. Po upadku imperium miasto i region zostały zdominowane przez rodzinę o nieznanym pochodzeniu, Safich. Pomimo niespokojnych okoliczności wydaje się, że Ṣafowie zdołali jako emirowie utrzymać swoją na wpół autonomiczną pozycję pod rządami Mozaffarydów (którzy bili w Komie monety za panowania Szacha Szudży), aż do powstania Timura. Timur, który zwerbował mężczyzn z Komu do swojej kampanii przeciwko rebelii w Mazandaran w latach 1403-4, nie zniszczył miasta. Safowie utrzymali swoją wiodącą rolę pod rządami Timurydów aż do roku 1412, kiedy to Kom został podbity i splądrowany przez Iskandara w czasie wojny z Szahruchem. Ostatni i szósty emir Ṣafi Caja Mosammad, został schwytany i przewieziony do Isfahanu, gdzie Iskandar kazał go zabić. Dwa lata później, w 1414 roku miasto znalazło się pod władzą Szachrucha. W roku 1443 Szachruch ustanowił zarządcą Komu swojego wnuka, Sultana Muhammada.
Pomimo prowadzonych konfliktów najpierw z dziadkiem, a następnie z bratem Abu al-Kasim Baburem, a także z Kara Kojunlu, którzy w latach 1447-8 zaatakowali zachodnią Persję Środkową, wyrządzając Kom poważne szkody, Sultan Muhammad utrzymał Kom do 1452 roku. Władca spędzał w tym mieście dużo czasu, przekształcając je w jedną ze swoich najważniejszych twierdz. Kontrola Timurydów nad Komem zakończyła się, gdy Pir Budaq zajął Kom, co stało się albo 19 czerwca 1452, albo na początku roku 1453. W czasie oblężenia Turkmeni dokonali w mieście znacznych zniszczeń. Rządy Kara Kojunlu nad Komem trwały przez piętnaście lat. Dżahanszah przebywał w Komie kilkakrotnie, w tym dwukrotnie (1453 i 1462) używał miasta jako swojej kwatery zimowej, co wskazuje na strategiczne znaczenie Komu w państwie Kara Kojunlu.
W okresie Ak Kojunlu sytuacja Komu była podobna. Uzun Hasan kilkukrotnie przebywał w Komie jako kwaterze zimowej, zamieniając miasto na pewne okresy w quasi stolicę Ak Kojunlu. Wydaje się, że Kom ogromnie skorzystał na tych pobytach. Wojna o sukcesję pomiędzy synami Uzuna Ḥasana pozostawiła miasto mniej lub bardziej nietknięte. Syn Uzun Hasana Jakub w okresie 1478-90 również często spędzał zimy w Komie.
Względny spokój Komowi w burzliwym okresie prawie 170 lat po upadku imperium Ilchanidów mogły zapewnić dominujące w mieście rodziny, które gwarantowały miastu wewnętrzną stabilność polityczną. Oprócz Safów ważną rodziną w Komie byli Rażawi (wywodzący się od ósmego szyickiego imama Ali Rezy), mieszkający w Komie od końca IX w., z których w XIV i XV wieku wywodzili się przywódcy społeczności miasta. W tamtym okresie miasto liczyło około 100 000 mieszkańców i liczyło 20 000 domów. W mieście bito też monety prawie wszystkich rządzących Persją w tamtym okresie. W ciągu tych 170 lat w Komie powstało również wiele ważnych budynków: mauzolea, medresy i chanaki.

### Od Safawidów do Rewolucji Islamskiej
W epoce Safawidów Kom stał się jednym z najważniejszych ośrodków teologicznych w szyickiego islamu, centrum religijnym i ważnym miejscem pielgrzymek. W 1522 roku Shah-Begi Khanum podarowała sanktuarium Fatimy rozległe ziemie położone w okolicach Waraminu, Komu i Kazwinu. W czasie wojny persko-tureckiej Kom został zaatakowany przez Elkasa Mirzę, który powstał przeciwko bratu Tahmaspowi I.  Po objęciu tronu przez Abbasa I emir Komu Dhul-Qadr oddał hołd nowemu władcy. W Sanktuarium Fatimy pochowany został Safi I, jego syn Abbas II, który przyczynił się do naprawy kaplic i meczetów piątkowych w mieście, a także wnuk Sulejman I Wielki.  
W XVIII wieku, podczas agańskiej inwazji na Persję pod wodzą Mahmuda Chana, miasto Kom doznało poważnych zniszczeń. Dalsze szkody Komowi poniósł w czasie panowania Nadira Szaha, w związku z konfliktami między Zandami i Kadżarami o władzę w Iranie. Pod koniec XVIII wieku Kom znalazł się pod kontrolą szacha Aghy Mohammada Chana Kadżara. W epoce Kadżarów miasto cieszyło się szczególną religijną uwagą ze strony monarchów i ich rodzin. Za czasów szacha Fath Ali Szah Kadżara w mieście ożywiły się ośrodki nauczania teologicznego.
W roku 1871 Kom dotknęła klęska głodu, w wyniku której zginęło co najmniej 3000 mieszkańców miasta. W czasie głodu w Komie dochodziło do aktów kanibalizmu. Naser ad-Din Szah Kadżar, który w drodze powrotnej z pielgrzymki do An-Nadżaf obozował na obrzeżach miasta, był naocznym świadkiem tej katastrofy. W wyniku tego rozkazał przekazać mieszkańcom 120 ton zboża z zapasów królewskich.
W 1906 roku w Komie, Szirazie i Teheranie miały miejsce protesty przeciwko polityce podatkowej rządu Kadżarów. W Teheranie demonstracje zostały spacyfikowane przez wojsko, w wyniku czego śmierć poniósł młody student. W konsekwencji grupa prokonstytucyjnych ulamów opuściła Teheran i udała się do Komu.
W 1915 roku, po wkroczeniu wojsk rosyjskich do Teheranu, premier Mostoufi ol-Mamalek planował przenieść się do Komu, aby sformułować tam rząd wolny od wpływów brytyjskich i rosyjskich. Rosja i Wielka Brytania ostrzegły szacha przed podejmowaniem takiego ruchu i finalnie nie doszło do sformowania rządu w tym mieście. Niemniej część polityków Partii Demokratycznej Iranu powołała w Komie Komitet Obrony Narodowej Iranu. Założyciele Komitetu, w obawie przed aresztowaniem przez aliantów, przenieśli się do Kermanszahu, gdzie powołali rząd na uchodźstwie.
Po zamachu stanu w Iranie w 1921 r. premier Reza Khan, późniejszy Reza Szach Pahlawi, chcąc pozbyć się z kraju Kadżarów, a także będąc pod wpływem utworzenia w sąsiedniej Turcji republiki po obaleniu sułtanatu przez Mustafę Kemala Atatürka, rozpoczął w kraju kampanię na rzecz przekształcenia Iranu w republikę. Wywołało to w 1924 roku w Teheranie wrogie demonstracje. W konsekwencji Reza Khan udał się do Komu, gdzie po naradzie z ajatollahami, wydał oświadczenie wyrzekające się republikanizmu jako ustroju nieodpowiedniego dla Iranu i zapewniające o znaczeniu islamu w kraju. Oświadczenie to zostało wsparte przez trzech ajatollahów, którzy publicznie poparli Rezę Khana.
Po koronowaniu na szacha, w ramach planu modernizacji kraju, Reza Pahlawi doprowadził do Komu Kolej Transirańską.
W lipcu 1952 r., w czasie powstania antyrządowego wznieconego przez zwolenników partii religijnych zmobilizowanych przez ajatollaha  Abolghasema Kaszaniego w Komie ukrył się premier Ahmad Ghawam.
W latach 60. XX wieku w Komie zawiązał się ośrodek oporu przeciwko władzy Pahlawich, skupiony wokół ajatollaha Rumollaha Chomeiniego, który prowadził w tym mieście działalność polityczną. W marcu 1963 roku demonstracje w Komie przeciwko reżimowi Pahlawich wywołały gwałtowną reakcję rządu. Niesprowokowany atak sił bezpieczeństwa na zgromadzenia modlitewne w meczecie i medresie Feyzieh, zaowocował wieloma ofiarami. Na początku czerwca 1963 roku, w dniu święta Aszura, Chomeini w meczecie Feyzieh, przed tysiącami wiernych otwarcie potępił rząd, uznał szacha za odpowiedzialnego za śmierć demonstrantów i oskarżył go o sprzedaż Iranu Izraelczykom, którzy, jak twierdził, zamierzali zniszczyć irańskie rolnictwo i przejąć jego gospodarkę. Oskarżył też Pahlawich o korupcję, sprzeniewierzenie środków publicznych i gromadzenie nielegalnego bogactwa. Kopia nagrania przemówienia Chomeiniego dotarła do Teheranu, doprowadzając do demonstracji w stolicy. We wczesnych godzinach 5 czerwca, dwa dni po przemówieniu, Chomeini został aresztowany przez siły bezpieczeństwa. Spowodowało to wybuch ogólnonarodowych protestów, które przekształciły się w powstanie przeciwko szachowi. Stłumienie powstania kosztowało życie od 125 do 400 osób. Pod naciskiem ajatollahów Chomeini został zwolniony i wrócił do Komu w marcu 1964 roku.
8 stycznia 1978 roku w dzienniku Ettela'at ukazał się artykuł, ostro atakujący Chomeiniego. Został on m.in. oskarżony o uzależnienie od opium, który miał mu być wydzielany za podżeganie do buntów. Dzień później, 9 stycznia 1978 r., zwolennicy Chomeiniego, głównie seminarzyści, starli się w Komie z siłami bezpieczeństwa. Sześciu protestujących zostało zabitych, a wielu rannych. Z perspektywy czasu zamieszki w Komie uznawane są za punkt zwrotny i początek Rewolucji Islamskiej w Iranie.

## Zabytki
Irańska Organizacja Dziedzictwa Kulturowego wymienia niemal 200 miejsc o znaczeniu historycznym i kulturowym w Komie. Do najważniejszych z nich należą:
- Sanktuarium Fatimy al-Masumy
- Meczet Azam
- Meczet Dżameh w Komie
- Meczet Jamkaran
- Meczet Imama Hassana Al-Asgari
- Meczet Al-Ghadir
- Meczet Atiq w Komie
- Medresa Feyzieh
- Wielki Bazar w Komie
- Biblioteka Mar'ashi Najafi, zawierająca ponad 500 000 odręcznych tekstów i kopii
- ogród historyczny Gonbad Sabz
- grobowiec Fath-Ali Szah Kadżara
- grobowiec Mohammad Szah Kadżara
- grobowiec Szacha Abbasa II
- historyczny dom Hosejna Borudżerdiego
- zabytkowy dom Yazdan Panah
- dom Ruhollaha Chomeiniego
- historyczna łaźnia Haj Asgar Khan
- zamek Jamkaran
- karawanseraj Dayr-e Gachin

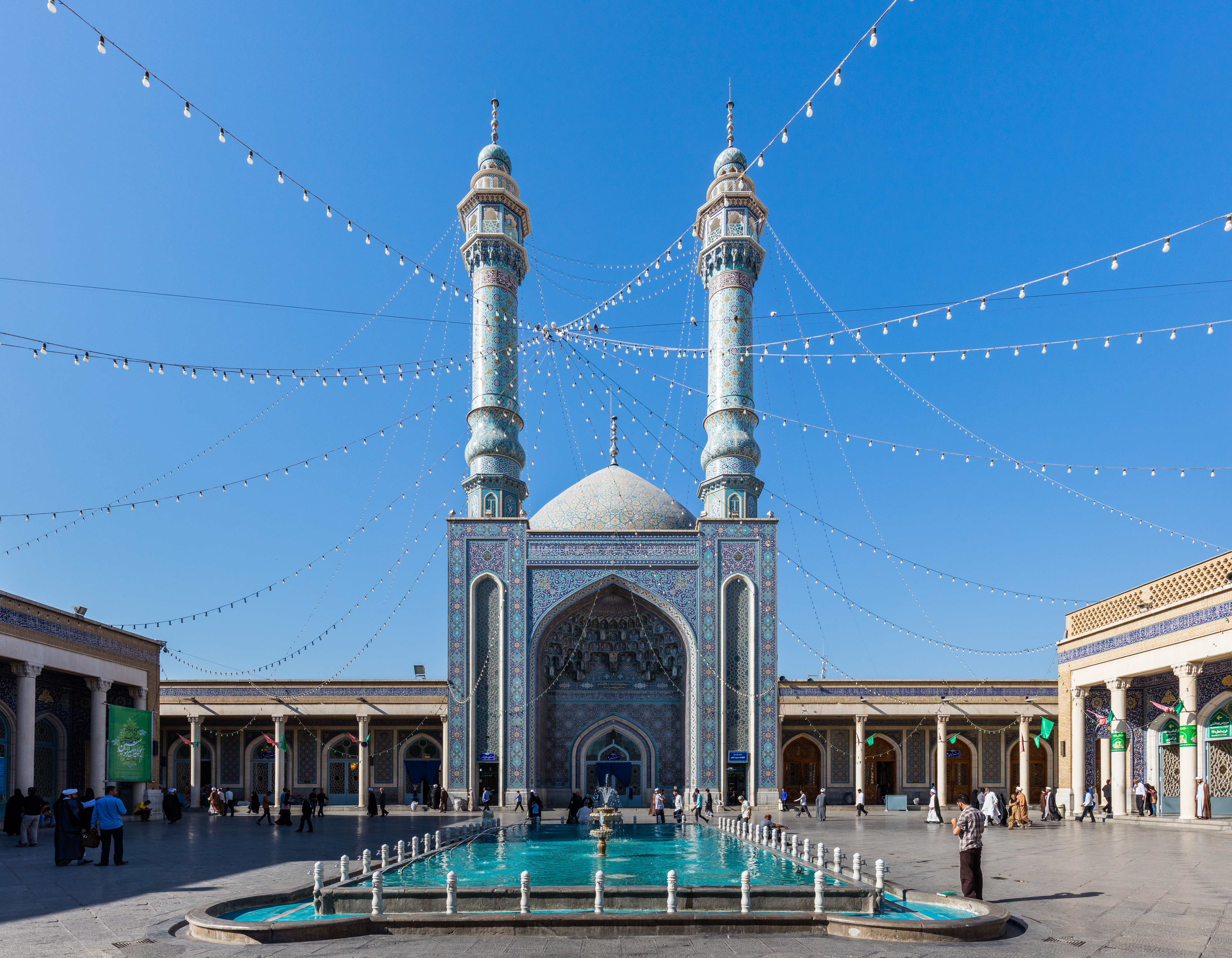
Sanktuarium Fatimy
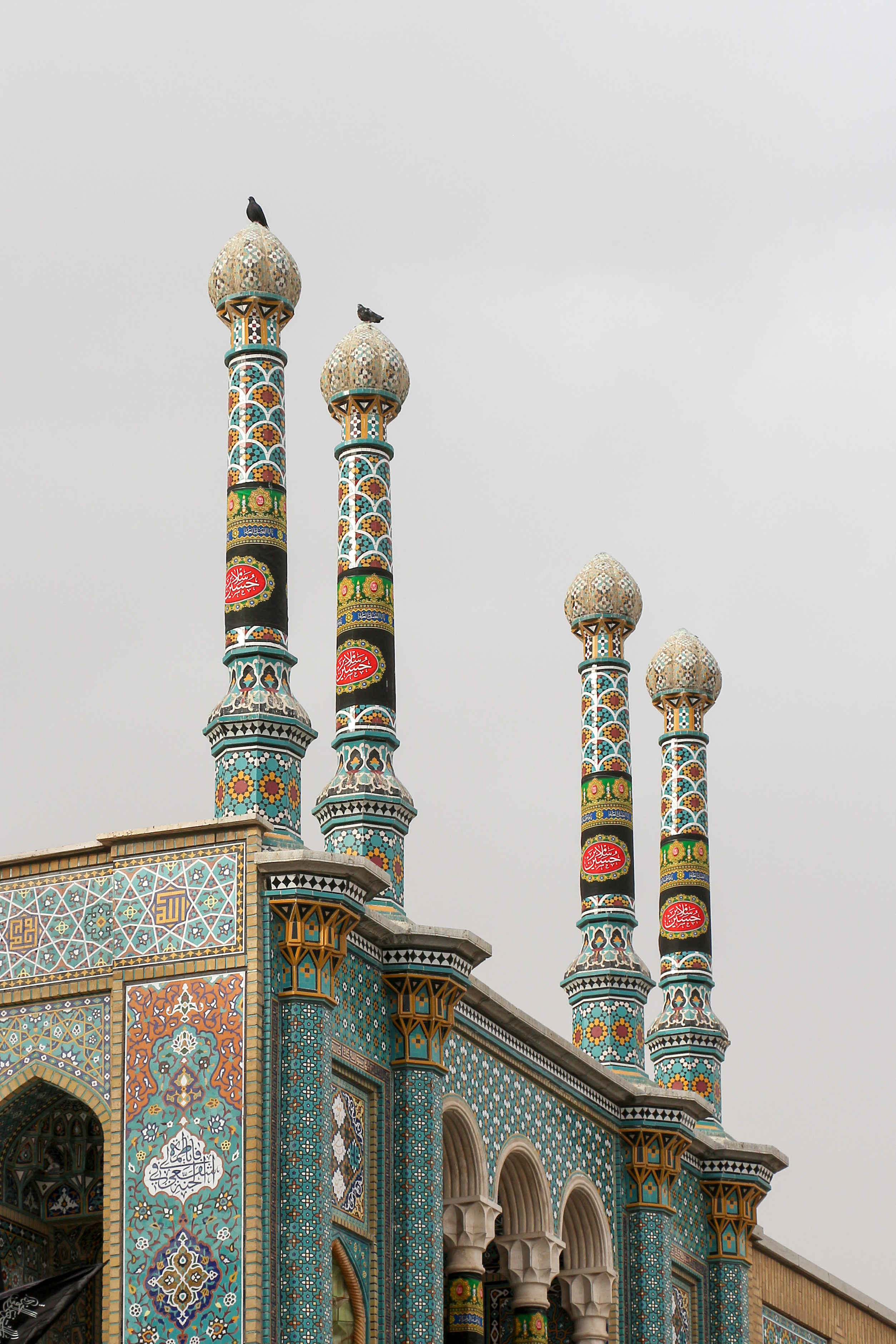
Sanktuarium Fatimy
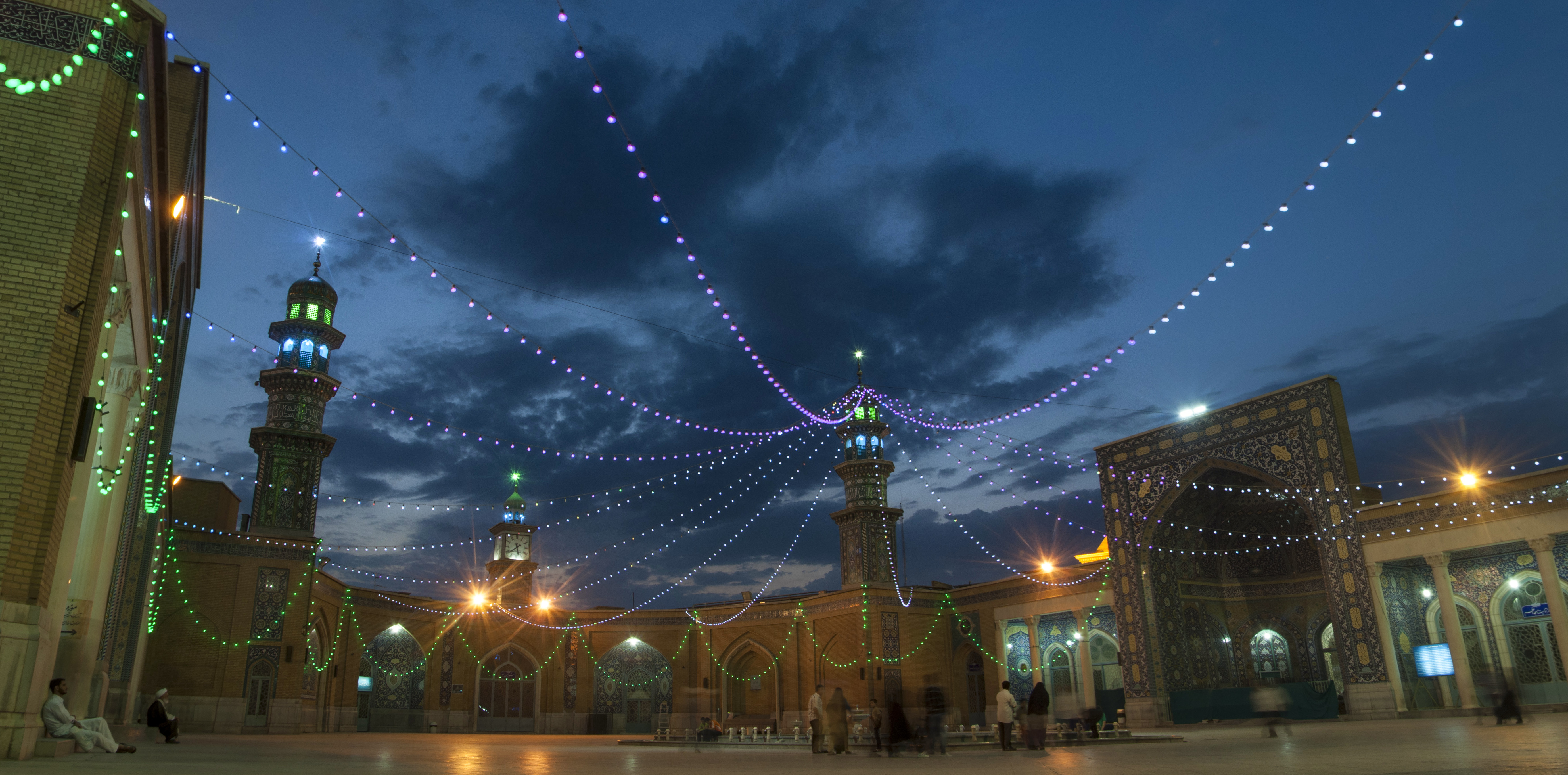
Meczet Azam
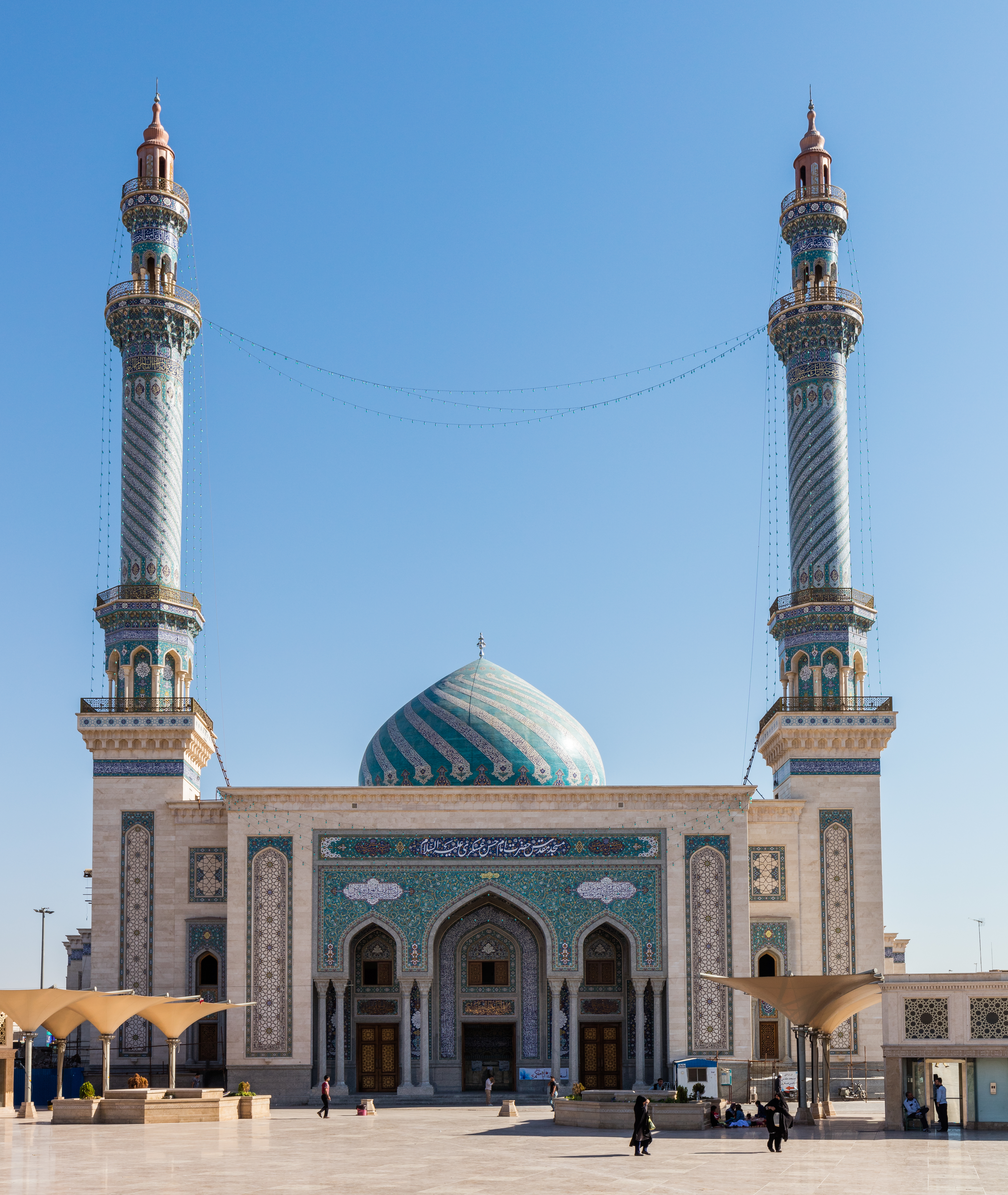
Meczet Imama Al-Asgari
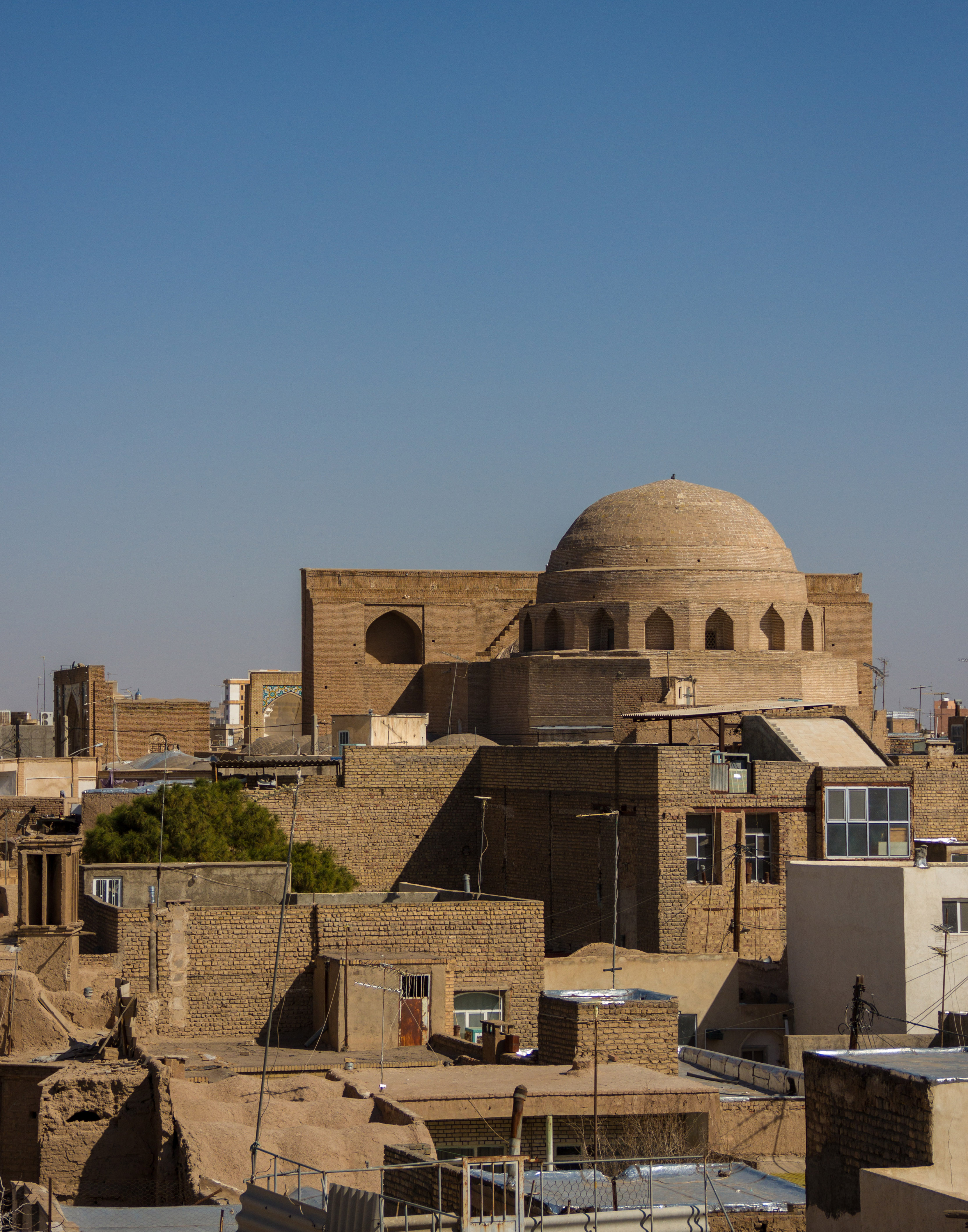
Meczet Jameh
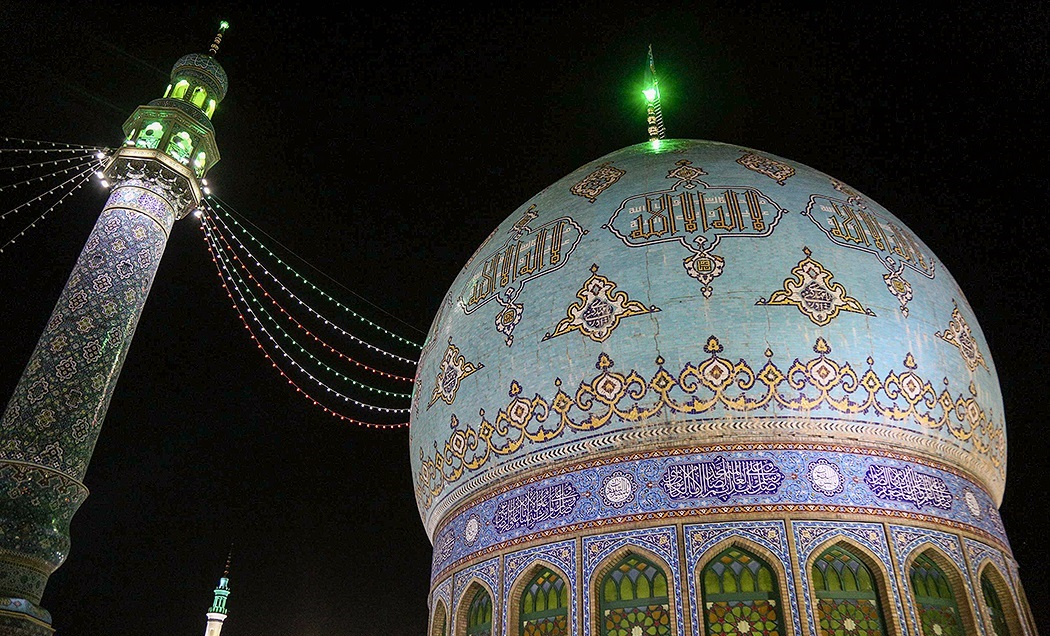
Meczet Jamkaran
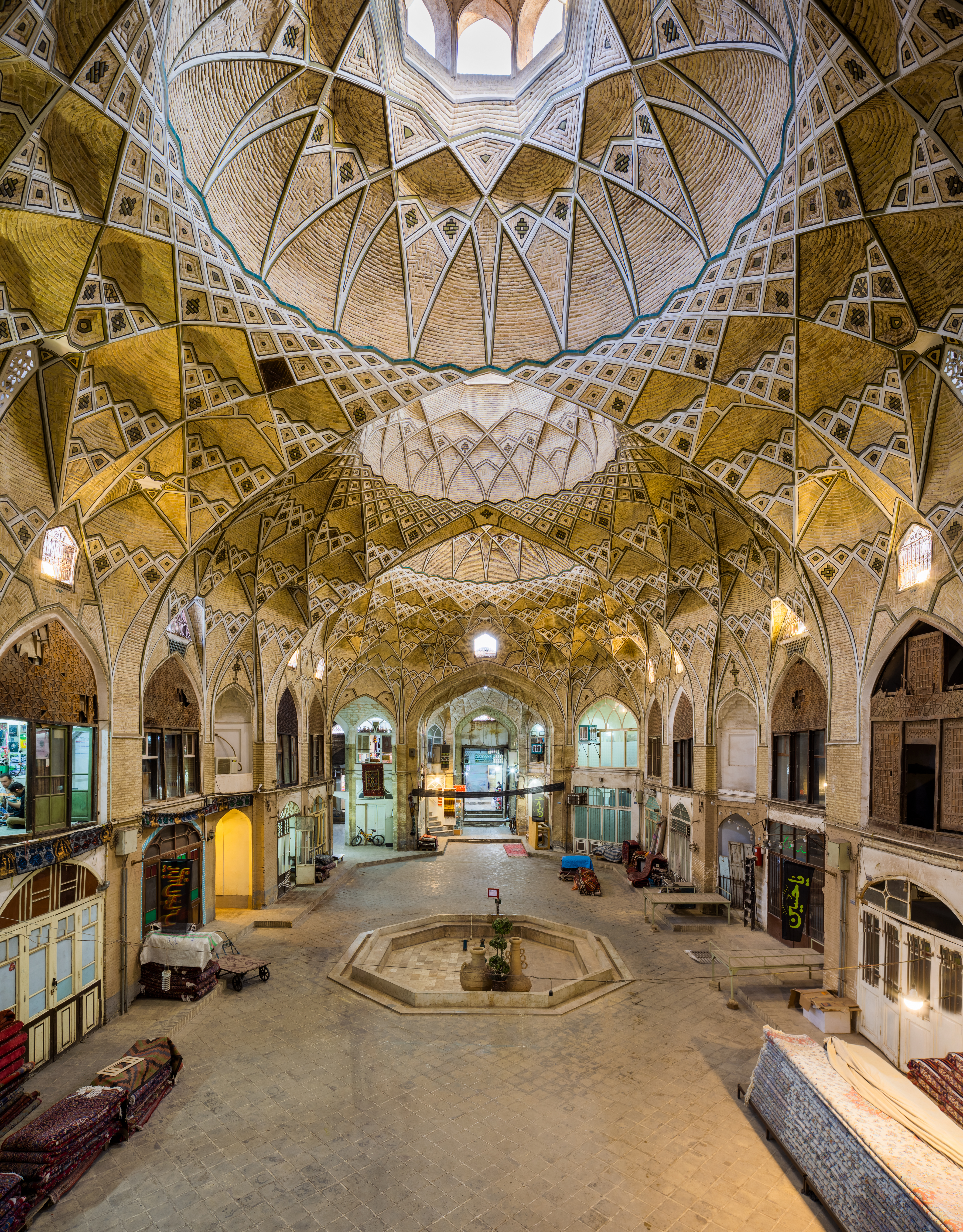
Wielki Bazar w Komie

## Miasta partnerskie
- Santiago de Compostela
- Baalbek
- Karbala
- An-Nadżaf
- Konya
- Karaczi